# Bowers-Weißzahnratte
Die Bowers-Weißzahnratte (Berylmys bowersi) ist eine Säugetierart aus der Gattung der Weißzahnratten (Berylmys) innerhalb der Nagetiere (Rodentia). Sie kommt vom Süden der Volksrepublik China bis nach Südostasien und auf Sumatra vor.

## Merkmale
Die Bowers-Weißzahnratte erreicht eine Kopf-Rumpf-Länge von 23,6 bis 28,5 Zentimetern und eine Schwanzlänge von 24,9 bis 29,2 Zentimetern bei einem Gewicht von bis zu 420 Gramm. Die Hinterfußlänge beträgt 48 bis 61 Millimeter und die Ohrlänge 32 bis 36 Millimeter. Es handelt sich damit um die größte Art der Gattung. Das Rückenfell ist matt braungrau, das Bauchfell weiß. Der Schwanz ist etwas länger als der Restkörper, er ist meistens dunkelbraun mit einer weißen Spitze oder gleichmäßig dunkelbraun. Die Oberseite der Vorder- und Hinterfüße ist ebenfalls dunkelbraun, die Zehen und Seiten sind jedoch weiß. Die Weibchen besitzen vier Paar Zitzen, von denen je eines im Brust- und Bauchbereich und zwei in der Leistengegend sitzen. Der Schädel hat eine Länge von 52,0 bis 58,5 Millimeter.

## Verbreitung
Die Bowers-Weißzahnratte kommt vom Süden der Volksrepublik China bis in den Nordosten Indiens und nach Südostasien sowie auf Sumatra vor. In China ist sie nur im südlichen Yunnan und Sichuan sowie in Zhejiang und Fujian nachgewiesen. In Südostasien lebt sie im nördlichen bis zentralen Myanmar, Thailand, dem nördlichen Laos, Vietnam, der malaiischen Halbinsel sowie im Norden der zu Indonesien gehörenden Insel Sumatra, wo sie in Medan nachgewiesen wurde. Die Höhenverbreitung reicht von etwa 800 bis etwa 1800 Metern.

## Lebensweise
Die Bowers-Weißzahnratte lebt vor allem in Primärwaldgebieten des unteren Berglandes, kann jedoch auch in Sekundärwald und Gebüschen vorkommen, gelegentlich tritt sie in landwirtschaftlich genutzten Flächen und an Waldrändern auf. Sie ist nachtaktiv und vorwiegend bodenlebend, kann jedoch auch klettern. Den Tag verbringt sie in großen unterirdischen Bauen, die sie vor allem zwischen Felsen, unter Holzstapeln und Baumwurzeln oder entlang von Bachläufen und Wegen gräbt. Die Art ernährt sich vorwiegend herbivor von Früchten und Samen, sie kann jedoch auch Insekten und Schnecken fressen.

## Systematik
Die Bowers-Weißzahnratte wird als eigenständige Art innerhalb der Weißzahnratten (Gattung Berylmys) eingeordnet, die aus vier Arten besteht. Die wissenschaftliche Erstbeschreibung erfolgte durch den Zoologen John Anderson im Jahr 1878 aus den Kakhyen Hills im Süden der chinesischen Provinz Yunnan. Er ordnete die Art den Mäusen der Gattung Mus als Mus bowersii zu.
Benannt wurde die Art nach dem Händler und Schiffseigner Captain Alexander Bowers, der wahrscheinlich 1868 an der Durchführung der Expedition von Edward Sladen durch Birma (heute Myanmar) nach China beteiligt war, auf der auch Anderson mitreiste.

## Gefährdung und Schutz
Die Art wird von der International Union for Conservation of Nature and Natural Resources (IUCN) als nicht gefährdet (least concern) gelistet. Begründet wird dies mit dem großen Verbreitungsgebiet, den großen Beständen der Art zumindest in Regionen mit hinreichenden Baumbeständen und dem Vorkommen in zahlreichen Schutzgebieten. Bestandsgefährdende Risiken für die Art sind nicht bekannt, in einigen Teilen des Verbreitungsgebiets könnte der Waldverlust regional eine Bedrohung darstellen.